# Dženderist
Dženderist je kontroverzan i nerijetko pejorativan naziv za osobu čiji je društveni angažman i praktični način postupanja u životu prepoznaje kao obilježen privrženošću rodnoj ideologiji. Pri tome se kao ideje rodne ideologije prepoznaje one koje su ideološki formirane na rodnim studijima, ustanovama odgojno-obrazovnog tipa koje su usmjerene na izučavanje i promoviranje feminizma i LGBTIQ aktivizma.
Naziv "dženderizam" i "dženderisti" potječe od idejnih protivnika tih ideja, ponajprije iz katoličkih krugova. Sami pobornici tih ideja sebe prezentiraju kao feministe/feministice ili "LGBT aktiviste", na nekim mjestima kao "queer feministe", te odbacuju mogućnost da za sebe prihvate naziv "dženderist".
Na engleskom govornom području se riječ "genderism" koristi s drugačijim značenjem, nego što je to slučaj s odgovavarajućim terminima u njemačkom, talijanskom ili hrvatskom jeziku: ondje se tim terminom označavaju ideje o nadmoći muškaraca nad ženama.

## Objašnjenje pojma
Na njemačkom govornom području se termin "der Genderismus", na francuskom "l’idéologie du genre", na talijanskom "l' ideologia di gender" ili "l' idelogia di genere"; na španjolskom "la ideología de género", na portugalskom "ideologia de gênero", na poljskom "ideologia gender", te na hrvatskom govornom području „dženderizam“ označava radi opisivanja društvenog angažmana i praktičnog političkog usmjerenja sljedbenika ideja koje potječu iz „rodnih studija“, ili negdje „ženskih studija“ - studijske discipline na mnogim sveučilištima u svijetu, kojoj su predmet znanstvenog i političkog interesa feminizam i homoseksualni aktivizam, te ženska i manjinska prava.
"Dženderistima" neistomišljenici nazivaju oni koji spol ne prihvaćaju kao nepromjenjivu i prirodno zadanu kategoriju, nego prihvaćaju ideju da je spol „društvena i zakonska klasifikacija bioloških karakteristika koja dijeli osobe na samo dvije kategorije na osnovu genitalija i reproduktivnih funkcija (poznate/postojeće kategorije: ženski, muški i interseks). Spol je društveni konstrukt i osnova diskriminacije i neravnopravnosti.“
Fundamentalne postavke ideja o “rodu“ kao nečemu različitom od spola - kao jednu novost u povijesti ljudske misli - uspostavili su tzv. queer teoretičari; među njima se ističe američka filozofkinja Judith Butler, koja - zajedno s drugim lezbijskim feministicama predlaže lezbijsko življenje kao način da se uspješno razgradi postojeći koncept ženstvenosti, koji po njoj obnavlja društvenu ovisnost o žene o muškarcu, a time i svekoliku nejednakost i eksploataciju među ljudima.
Kako bi se razriješio povijesni problem diskriminacije i neravnopravnosti, moraju se ljudi – smatraju radikalniji pobornici koncepcija o "rodu" (koje idejni protivnici tih ideja nazivaju dženderistima) – prestati identificirati kao muško ili žensko; umjesto toga trebaju prihvatiti jedan od mnogobrojnih „rodnih identiteta“ koji su identični sa seksualnom orijentacijom. Npr. žena koja je lezbijka može biti „butch“ (lezbijka koja se postavlja nalik muškarcima) ili „femme“ (lezbijka koja je „žena“ u paru s „butch“); tinejdžerka s „butch“ sklonostima će po rodu biti „tomboy“. U krugovima LGBT zajednice prepoznato je već mnogo takvih „rodova“. Klasične "rodne" identifikacije kao "muškarac" i "žena" dženderisti ipak toleriraju - barem zasad.
Feministice i LGBT aktivisti su zajedničkim naporima u proteklim desetljećima zabilježili značajne političke uspjehe. Možda najuočljiviji su uspjesi u propisivanju zakona kojima se istospolne zajednice (ne zajednice osoba istog spola koji zajedno žive kao prijatelji ili rođaci, nego homoseksualne zajednice) izjednačavaju s brakom. Počev od Nizozemske 2001. godine, do danas je već 25 zemalja u svijetu donijelo zakone kojima se priznaje zajednicama homoseksualaca status braka.

## Kritika korištenja termina "dženderizam"
Korištenje termina "dženderist" i "dženderizam" ima svoje protivnike. Tako Kathrin Meyer - proresorica na Sveučilištu u Bazelu i koordinatorica Mreže rodnih studija u Švicarskoj (Netzwerk Gender-Studies Schweiz) - skreće pozornost da se pretraživanjem interneta može riječ "Genderismus" često naći u propovijedima raznih biskupa i kod konzervativnih inicijativa za zaštitu obitelji. S obzirom na to da je - kako K. Meyer navodi - Judith Butler dokazala kako je podjela na muškarce i žene lišena biološkog utemeljenja, drži da je dopušteno zamišljati svijet s više od dva roda. Stoga Meyer smatra protivnike ideja J. Butler (koji koriste riječ "dženderizam") "vjerskim konzervativcima" koji svojim protivljenjem idejama koje dolaze s rodnih studija - prema Meyer - dovode u pitanje standarde prihvaćene u znanosti.